# Don't Leave Home
Don't Leave Home è il terzo singolo estratto dall'album del 2003 Life for Rent della cantante Dido. Il video è stato girato dal regista Jake Nava.

## La canzone
"Don't Leave Home" parla della dipendenza dalla droga; la canzone è scritta e cantata dall'inedito punto di vista della droga, che si rivolge alla persona dipendente.
Your best friend I've come to be

Please don't think of getting up for me

You don't even need to speak»
Sono diventata la tua migliore amica

Ti prego, non alzarti per me

Non serve nemmeno che tu apra bocca»
(Dal testo di Don't Leave Home)
La canzone era stata originariamente incisa sotto forma di demo per l'album del 1999 No Angel, ma fu inserita nell'album del 2003 album Life for Rent. La canzone è stata scritta e prodotta da Dido Armstrong e suo fratello Rollo Armstrong. Il ritmo della canzone è in quattro quarti, con un tempo di esecuzione moderato di 80 battiti per minuto. La tonalità è Fa diesis maggiore, con un'estensione vocale che va dal Fa♯4 al Do♯6.

### Stoned
Il lato B, Stoned, è un brano che narra di una burrascosa relazione che sta finendo, in cui è ancora coinvolta la droga, come suggerisce il titolo, un'espressione gergale per dire "fatto", "drogato". Un remix del brano, ad opera di Deep Dish, ha raggiunto la prima posizione della Hot Dance Club Songs.

## Video musicale
Il videoclip, girato a Città del Capo (Sudafrica), comincia con la cantante alla guida di un'automobile lungo una strada deserta al calar delle tenebre. Improvvisamente si ritrova davanti una foresta. Dido scende dall'auto, rivelando un vestito lungo e chiaro, lascia a terra la valigia e si addentra nella foresta. Nelle scene successive vediamo la cantante stesa a terra tra la vegetazione, con attorno dei funghi e scene allucinogene e oniriche, come la presenza di un serpente e di un ragno sulla sua tela. Nelle scene finali la cantante si trova su una spiaggia rocciosa a picco sull'oceano. Canta sugli scogli per poi tuffarsi e approdare infine su una spiaggia bianca e sabbiosa, dove si stende e canta all'indirizzo dell'oceano. Il video si conclude con una scena di guida nell'oscurità, in cui le strisce bianche in mezzo alla strada ricordano strisce di cocaina.

## Tracce
CD singolo
1. Don't Leave Home - 3:48
2. Stoned (Deep Dish Remix Edit) - 4:00

CD maxi-singolo
1. Don't Leave Home (Recall Mix) - 3:50
2. Stoned (Deep Dish Remix Edit) - 4:02
3. Don't Leave Home (Video)

## Classifiche
| Classifiche (2004)         | Posizione massima |
| -------------------------- | ----------------- |
| Austria                    | 54                |
| Belgio (Fiandre)           | 50                |
| Germania                   | 67                |
| Irlanda                    | 35                |
| Paesi Bassi                | 38                |
| Polonia                    | 15                |
| Regno Unito                | 25                |
| Stati Uniti (adult top 40) | 22                |
| Svizzera                   | 45                |